# Lucian Croitoru
Lucian Croitoru, né le 13 février 1957, est un économiste roumain. Il est désigné Premier ministre le 15 octobre 2009 par le président Traian Băsescu mais n'obtient pas la confiance du Parlement le 4 novembre suivant.
Conseiller du gouverneur de la Banque nationale de Roumanie, il est entre 2003 et 2007, représentant de la Roumanie auprès du Fonds monétaire international.
Sa désignation au poste de Premier ministre fait suite à la chute du gouvernement d'Emil Boc le 13 octobre 2009 par le vote d'une motion de censure votée par 3 partis d'opposition. Ces trois partis ont annoncé qu'ils refusaient cette nouvelle nomination, estimant que majoritaires au parlement, le choix du Premier ministre leur revenait. Le 4 novembre 2009, le Parlement lui refuse la confiance.

## Source
- "Roumanie : un économiste nommé Premier ministre pour continuer les réformes", Le Monde, 15 octobre 2009.